# コーレール
コーレール：
1. トーラー研究のための高等機関のこと。この項目で詳説する。
2. 出身地別に形成されたイスラエル国内の社会のこと（cf.同郷人会 landzmanshaft）。ディアスポラの同胞から支援を受けた。

コーレール、コレル（כּוֹלֵל kôlēl, kollel, koylel）は、トーラー研究のための高等機関の一種。